# Wukesong Indoor Stadium
Il Wukesong Indoor Stadium è uno stadio per le partite di pallacanestro ai giochi olimpici estivi 2008. La costruzione dello stadio è cominciata il 29 marzo 2005 ed è stata completata l'11 gennaio 2008. Lo stadio ha una capacità di 18.000 persone e si estende su un'area di 63.000 metri quadrati. È stata ridotta dal suo disegno originale a causa di un taglio del bilancio del 43%.

## Storia
Nel 2019 ospiterà il Mondiale di basket.